# Landenolfo I di Capua
Landenolfo I (fl. IX secolo) fu brevemente Conte di Capua dopo la morte del fratello Landone III nell'885.
Era figlio di Landolfo, gastaldo di Teano, e nipote di Landolfo I di Capua.
Tenne in prigione il deposto cugino Pandenolfo. Trascorse l'intero regno difendendosi dai Greci, guidati da Atanasio II di Napoli e dallo stratega di Bari. Quest'ultimo inviò 300 soldati sotto il comando di Chasanos, che fu richiamato a Costantinopoli e al quale successe Joannikios. Guaimario I di Salerno fu convinto a scendere in guerra dalla parte di Landenolfo, mentre il fratello di Landenolfo, Atenolfo I, si era unito ai Greci. Joannikios saccheggiò Capua e riuscì a liberare Pandenolfo, ma il vincitore fu Atenolfo, che spodestò il cugino assediato e si insediò come unico conte di Capua nel gennaio 887.